# Емма Джастін Фарнсворт
Емма Джастін Фарнсворт (16 жовтня 1860 — 23 січня 1952) — американська фотографка з Олбані, штат Нью-Йорк, відома своїми фотографіями та ілюстраціями дитячої літератури.

## Біографія
Народилася в Нью-Йорку, в родині генерала Громадянської війни Джонатана Госмана Фарнсворта та Сари Вісшер Гурлі.

## Кар'єра
Фарнсворт отримала освіту в галузі мистецтва. Отримавши в подарунок свою першу камеру в 1890 році, вона за кілька місяців почала серйозно займатись фотографією. Вона приєдналася до Товариства аматорських фотографів у Нью-Йорку, оскільки місцеві аматорські колективи в Олбані не допускали до участі жінок. Як член Камерного клубу Нью-Йорка, фотографії Фарнсворт були представлені в In Arcadia 1892 року, книзі досліджень фігур у супроводі класичного вірша, виданій іншим членом, Джорджем М. Алленом Її фотографії були виставлені на Всесвітній виставці (1893). До кінця десятиліття вона була нагороджена майже 30 медалями на різних виставках у світі, і її роботи часто з'являлися у відомій періодичній публікації Camera Notes, журналі Камерного клубу Нью-Йорка, що редагувався в основному Альфредом Стігліцем. Її фотографії були показані в 1893 році на Шостій спільній щорічній виставці (на якій були представлені роботи 187 фотографів з Нью-Йорка, Бостона та Філадельфії) в Пенсильванській академії образотворчих мистецтв. У своєму огляді Стігліц схарактеризував фотографії Фарнсворт як «невимушені та сповнені індивідуальності». Її спеціальністю були жанрові та фігурні дослідження, особливо дітей та тварини. Фарнсворт виставлялася на міжнародному рівні й була включена у виставку «Американські жінки фотографки», організовану Френсіс Бенджамін Джонстон, і представлену на Паризькій виставці в 1900 році.

Померла в Олбані, штат Нью-Йорк, 23 січня 1952 року.

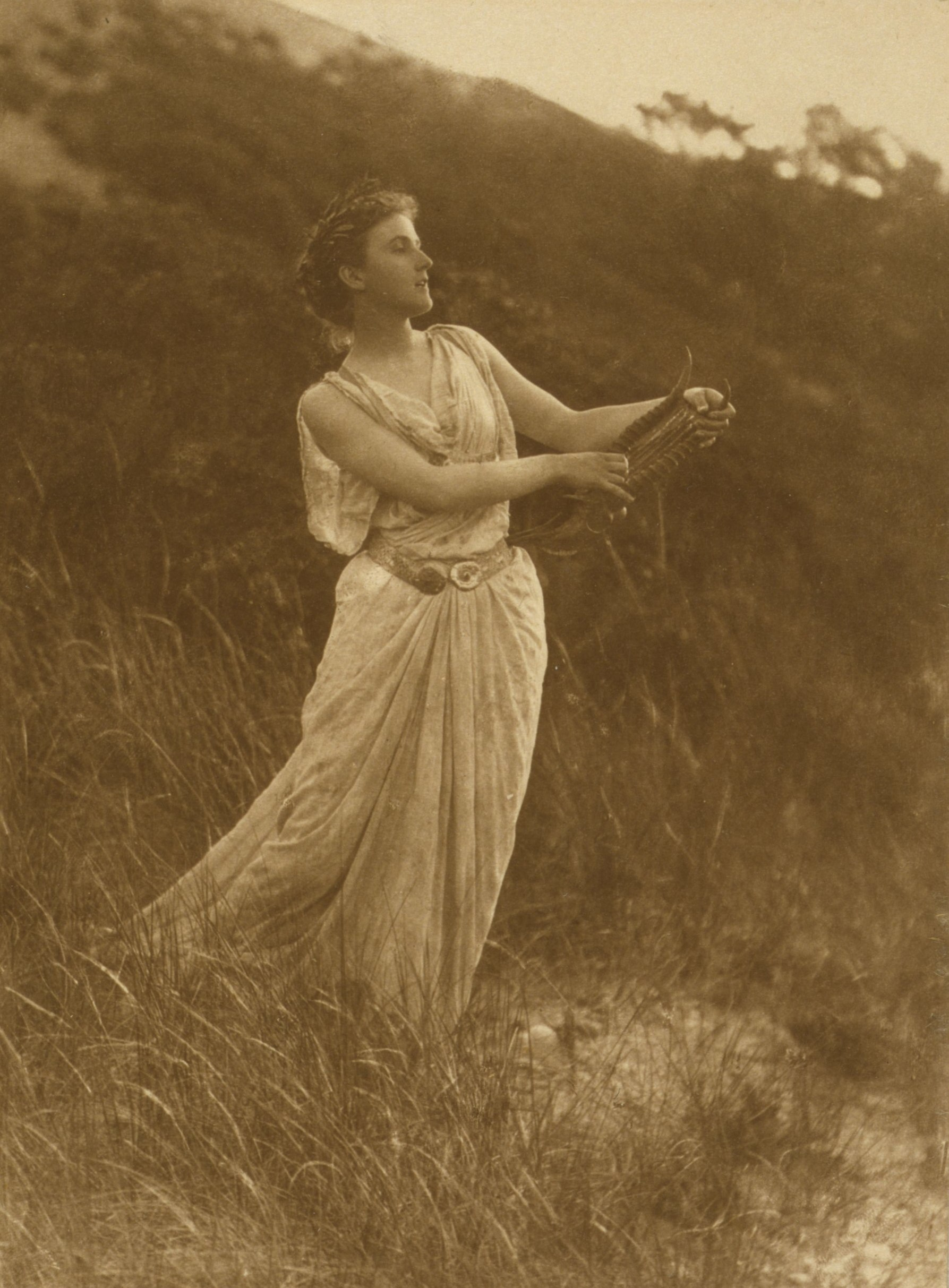
До грецької дівчини
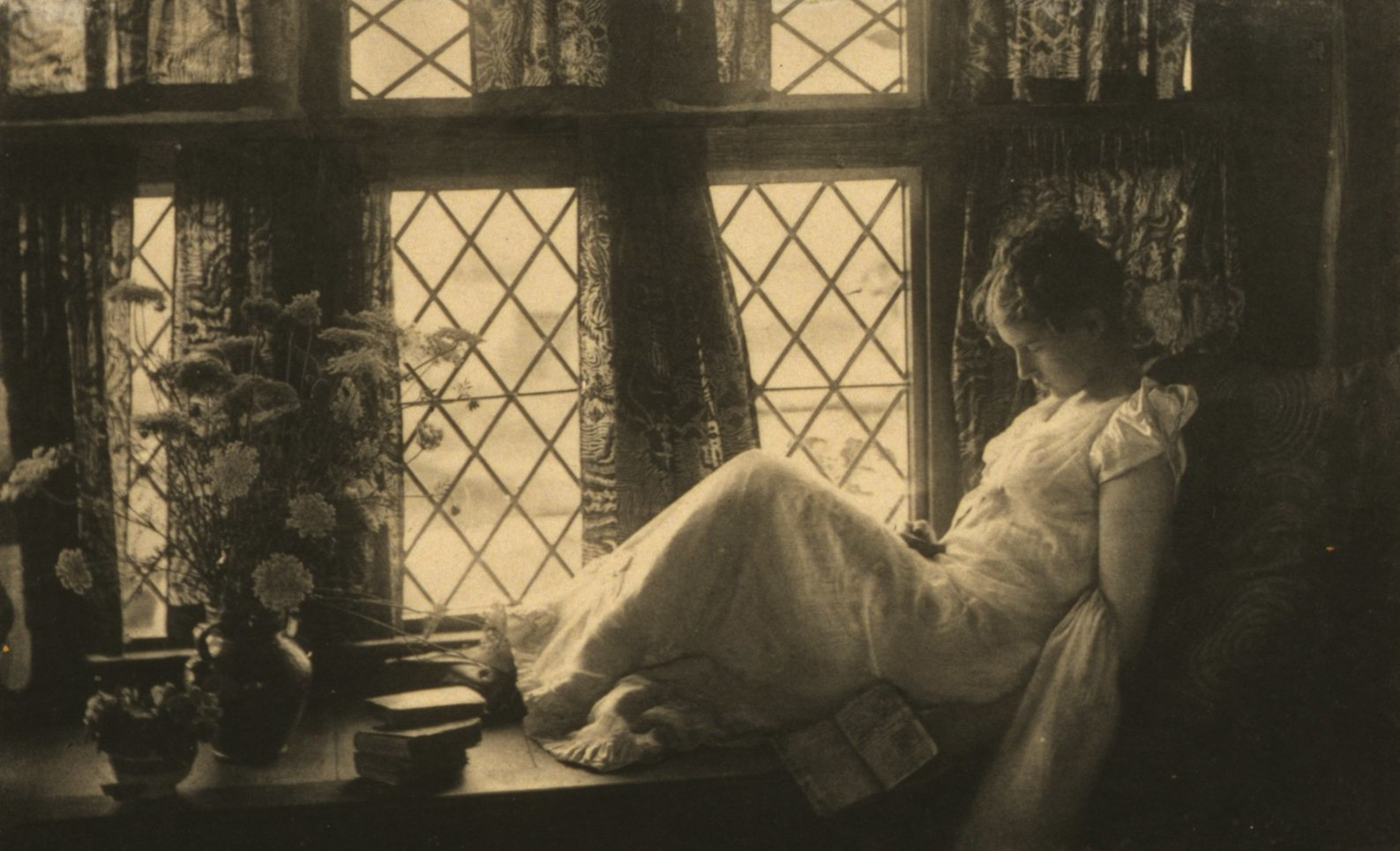
У сутінках
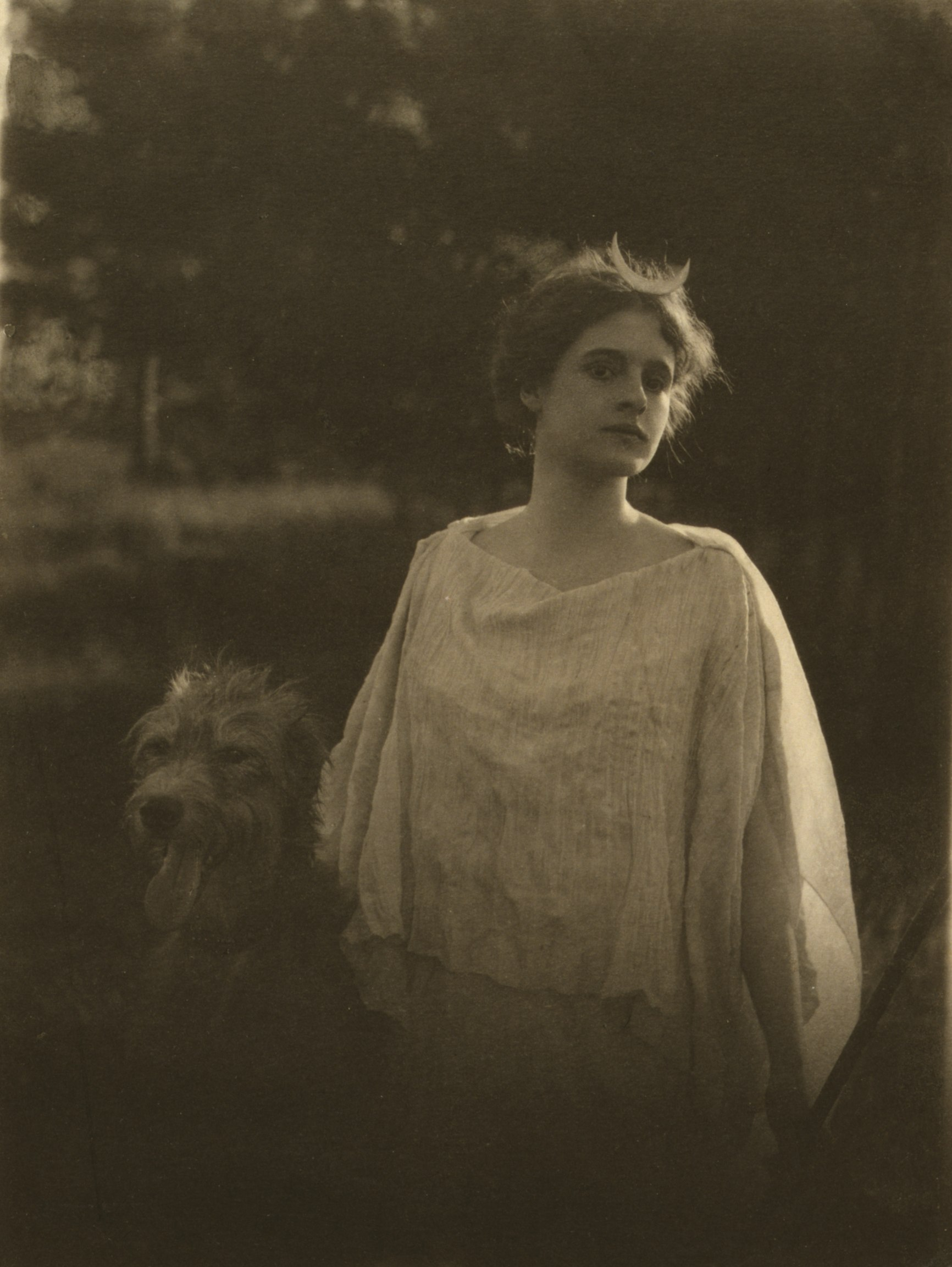
Діана